# شینانو کنشی
شینانو کنشی (انگلیسی: Shinano Kenshi) شرکت الکترونیک ژاپنی است، که در سال ۱۹۱۸ تأسیس شد.